# Buysscheure
Buysscheure es una comuna francesa situada en el departamento del Norte, en la región de Alta Francia.

## Demografía
| 453 | 407 | 376 | 405 | 419 | 453 | 599 |
| Para los censos de 1962 a 1999 la población legal corresponde a la población sin duplicidades (Fuente: INSEE [Consultar]) |     |     |     |     |     |     |